# Lake Placid (Florida)
Lake Placid es un pueblo ubicado en el condado de Highlands en el estado estadounidense de Florida. En el Censo de 2010 tenía una población de 2.223 habitantes y una densidad poblacional de 231,1 personas por km².

## Geografía
Lake Placid se encuentra ubicado en las coordenadas 27°17′47″N 81°22′22″O / 27.29639, -81.37278. Según la Oficina del Censo de los Estados Unidos, Lake Placid tiene una superficie total de 9.62 km², de la cual 8.87 km² corresponden a tierra firme y (7.78%) 0.75 km² es agua.

## Demografía
Según el censo de 2010, había 2.223 personas residiendo en Lake Placid. La densidad de población era de 231,1 hab./km². De los 2.223 habitantes, Lake Placid estaba compuesto por el 69.59% blancos, el 7.11% eran afroamericanos, el 0.4% eran amerindios, el 1.17% eran asiáticos, el 0.09% eran isleños del Pacífico, el 18.94% eran de otras razas y el 2.7% pertenecían a dos o más razas. Del total de la población el 46.06% eran hispanos o latinos de cualquier raza.y solo un Argentino , Se llama Grisel Cozzolino también un Nicaraguense..